# Prigionieri di guerra giapponesi nella seconda guerra mondiale

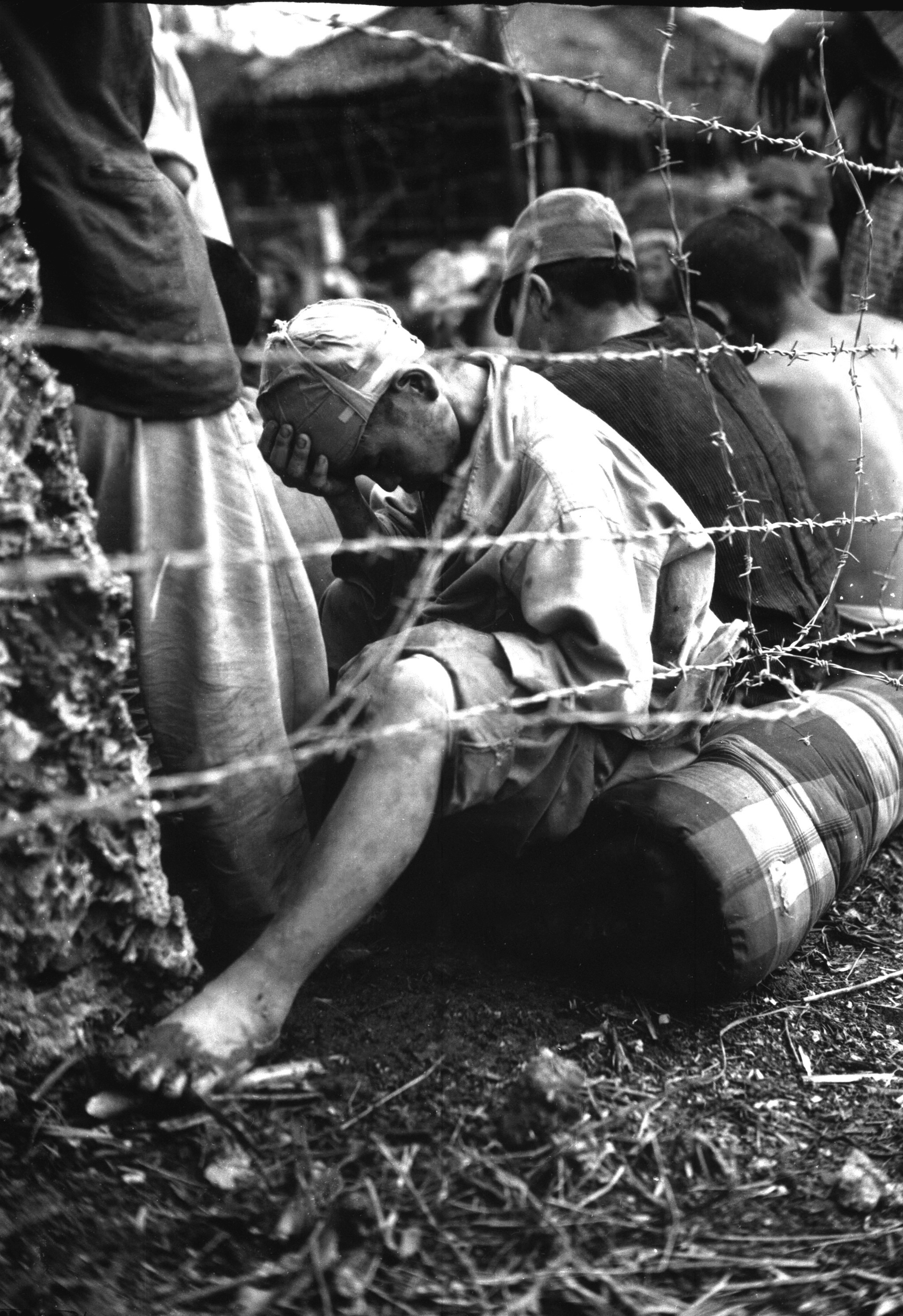
Un gruppo di soldati giapponesi catturati dalle forze statunitensi durante la battaglia di Okinawa

I prigionieri di guerra giapponesi nella seconda guerra mondiale rappresentarono un capitolo peculiare nella storia del conflitto mondiale. Per quanto il moderno Giappone avesse assunto, nei conflitti precedenti, una concezione della resa in guerra e dello status di "prigioniero di guerra" non troppo dissimile da quella delle contemporanee nazioni occidentali, tra gli anni 1930 e l'inizio degli anni 1940 le forze armate dell'Impero giapponese adottarono una dottrina militare che di fatto escludeva totalmente l'arrendersi al nemico dal novero delle possibilità di un soldato; l'impostazione dottrinaria delle forze armate imperiali poneva l'accento sulla necessità per il soldato di combattere fino alla morte in qualunque circostanza, e bollava la resa come un atto profondamente disonorevole.
Oltre a portare il Giappone a disconoscere le convenzioni internazionali in materia di trattamento dei prigionieri di guerra, con conseguenze largamente nefaste per i soldati degli Alleati caduti in mano ai giapponesi, questo atteggiamento generava episodi di resistenza fanatica da parte delle truppe nipponiche, innescando ben presto un circolo vizioso. Se pure gli alti comandi degli Alleati ordinarono di trattare i prigionieri di guerra giapponesi secondo le norme internazionali, ben riconoscendo il loro valore come fonti di informazioni d'intelligence, dopo le prime esperienze le truppe al fronte giunsero alla conclusione che i nipponici non si sarebbero mai arresi, e che i tentativi di resa non erano altro che inganni per attirare i militari alleati in imboscate; di conseguenza, i soldati statunitensi e australiani erano più che propensi a uccidere i giapponesi che pure cercavano effettivamente di arrendersi, episodi subito sfruttati dalla propaganda di Tokyo per convincere ulteriormente le proprie truppe a non arrendersi al nemico.
Nei quasi quattro anni della guerra del Pacifico le forze degli Alleati occidentali e della Repubblica di Cina catturarono un numero di militari nipponici stimato tra i 35.000 e i 50.000, una cifra estremamente bassa se comparata a quella di altri gruppi nazionali. Il numero di prigionieri di guerra giapponesi tuttavia crebbe esponenzialmente nei giorni immediatamente seguenti alla resa del Giappone nell'agosto 1945, quando svariati milioni di soldati nipponici schierati sul continente asiatico deposero le armi e si consegnarono alle forze statunitensi, britanniche, cinesi e sovietiche. Gli ultimi prigionieri giapponesi detenuti dagli Alleati occidentali furono rimpatriati tra il 1946 e il 1947, mentre diversi tra quelli presi dalla Cina dovettero attendere la conclusione della guerra civile cinese nel 1949 prima di poter rientrare in patria; le condizioni di detenzione dei prigionieri giapponesi presi dai sovietici furono molto dure e si prolungarono a lungo nel tempo, tanto che gli ultimi di essi poterono tornare in patria solo dopo la dissoluzione dell'Unione Sovietica nei primi anni 1990.

## Concezione giapponese della resa

### IlSenjinkun
(Estratto dal Senjinkun)
Tra gli anni 1920 e gli anni 1930, l'Esercito imperiale giapponese adottò un'etica militare che imponeva sostanzialmente ai soldati di combattere fino alla morte piuttosto che accettare di arrendersi al nemico, una linea di condotta che rifletteva pienamente le pratiche militari giapponesi dell'era pre-moderna. Nel corso del Periodo Meiji (1868-1912) il governo giapponese adottò le politiche in materia di prigionieri di guerra tipiche delle potenze militari dell'Occidente, e pochi dei soldati nipponici caduti prigionieri in mano al nemico durante la guerra russo-giapponese furono puniti dai loro stessi superiori al termine delle ostilità; similmente, i prigionieri catturati dalle forze giapponesi durante la prima guerra sino-giapponese o la prima guerra mondiale furono trattati in pieno accordo con gli standard internazionali dell'epoca. Il trattamento relativamente benevolo che i prigionieri di guerra ottennero in Giappone era finalizzato anche a una precisa esigenza di propaganda portata avanti dal governo Meiji, tesa a mostrare un atteggiamento "cavalleresco" che doveva contrastare la percezione, ancora diffusa all'epoca, dell'Asia come una terra di "barbari".

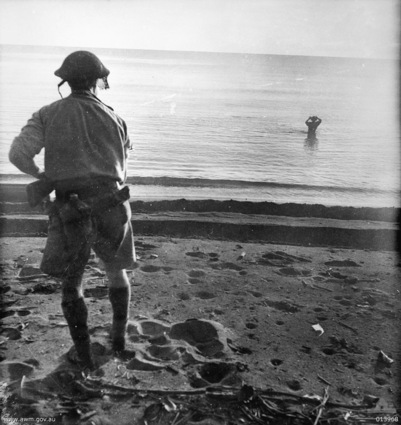
Cape Endaiadere, Nuova Guinea, dicembre 1942: un soldato australiano tenta di convincere ad arredersi un militare giapponese entrato in acqua; poco dopo questo scatto, il soldato nipponico si farà saltare in aria con una bomba a mano che nasconde dietro la testa

L'atteggiamento giapponese nei confronti della resa in guerra divenne più duro nel periodo successivo alla prima guerra mondiale. Il governo giapponese fu tra i firmatari della Convenzione di Ginevra in merito al trattamento dei prigionieri di guerra del 27 luglio 1929, ma in seguito si rifiutò di ratificare l'accordo, sostenendo che la resa era contraria al credo del soldato nipponico; questa interpretazione fu poi progressivamente inculcata nelle nuove generazioni di militari. L'atteggiamento delle autorità giapponesi contro la resa in guerra fu istituzionalizzato nel 1941 all'interno del Codice di condotta sul campo di battaglia (il cosiddetto Senjinkun), distribuito a tutti i soldati dell'esercito nipponico: questo documento, che stabiliva gli standard di comportamento del soldato giapponese e le misure volte a incrementarne il morale e la disciplina, includeva una proibizione esplicita circa il farsi catturare dal nemico in battaglia. Sebbene la Marina imperiale giapponese non avesse documenti formali equivalenti al Senjinkun dell'esercito, ci si attendeva comunque che il personale navale esibisse un simile atteggiamento circa la possibilità di arrendersi al nemico; anche gli aviatori precipitati in territorio nemico normalmente sceglievano di suicidarsi piuttosto che rischiare di essere catturati.
Il governo giapponese accompagnò l'implementazione del Senjinkun con una campagna propagandistica tesa a celebrare quelle persone che, nelle passate guerre del Giappone, avevano scelto di combattere fino alla morte piuttosto che consegnarsi al nemico; a molti soldati giapponesi furono raccontate storie circa il fatto che le forze degli Alleati li avrebbero sottoposti a torture sistematiche se fossero stati catturati vivi. Il Regolamento campale dell'esercito giapponese fu modificato nel 1940 per rimpiazzare la disposizione secondo cui il personale ferito seriamente e ospitato negli ospedali militari si trovava sotto la protezione della Convenzione di Ginevra del 1929: la nuova normativa impose invece di non lasciare cadere in mano al nemico i soldati feriti o ammalati, e durante la guerra ciò portò i medici giapponesi in numerose circostanze a sopprimere i loro stessi pazienti o a consegnare loro delle bombe a mano perché potessero suicidarsi.
Sebbene gli studiosi non concordino circa il fatto se il Senjinkun fosse legalmente vincolante per i soldati nipponici, il documento rifletteva le norme sociali giapponesi dell'epoca e aveva comunque una forte influenza tanto sul personale militare quanto sui civili. Nel 1942 l'esercito emendò il proprio codice penale militare, stabilendo che gli ufficiali che avessero consegnato come prigionieri gli uomini sotto il loro comando sarebbero stati passibili di una condanna ad almeno sei mesi di reclusione, senza alcun riguardo circa le circostanze in cui la resa avesse avuto luogo; questo emendamento comunque attrasse poca attenzione, visto che il Senjinkun imponeva conseguenze ben più gravi in una simile circostanza e possedeva una forza morale ben più ampia del codice penale militare.

### Fondamenti della concezione giapponese della resa

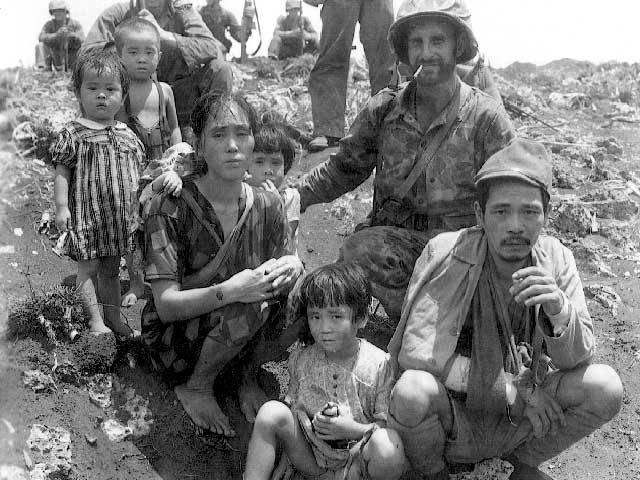
Marines statunitensi con un gruppo di prigionieri giapponesi, militari e civili, presi al termine della battaglia di Saipan

Le cause della tendenza dei soldati giapponesi a continuare a combattere anche in situazioni senza speranza sono state ricondotte a una combinazione di credenze religiose shintoiste, di adesione al concetto di Messhi hoko ("sacrificio di sé per il bene del gruppo") e di fedeltà al codice di condotta cavalleresca del Bushido di epoca samurai; tuttavia, un fattore egualmente importante se non più importante di questi fu la paura di essere torturati una volta catturati. La paura delle torture crebbe tra le truppe giapponesi durante gli anni della seconda guerra sino-giapponese, nel corso della quale i gruppi di guerriglieri cinesi che operavano nelle retrovie nipponiche furono considerati come degli esperti di torture, e fu poi proiettata sui soldati statunitensi dopo vari episodi di torture e uccisioni di prigionieri di cui questi si resero protagonisti. Nel corso della guerra del Pacifico la maggior parte del personale militare nipponico non aveva nessuna fiducia circa il fatto che gli Alleati avrebbero trattato i prigionieri di guerra correttamente, e pure tra i giapponesi che effettivamente si arresero la maggioranza si attendeva di essere uccisa di lì a poco.
La riluttanza dei soldati giapponesi a consegnarsi prigionieri era anche influenzata dalla percezione che gli Alleati li avrebbero uccisi una volta arresisi; secondo lo storico Niall Ferguson, questo convincimento aveva molta più influenza nello scoraggiare le rese rispetto alla paura di incorrere in azioni disciplinari o nel biasimo sociale. In aggiunta, l'opinione pubblica giapponese era al corrente del fatto che le truppe statunitensi, talvolta, erano solite mutilare i cadaveri dei soldati nipponici uccisi in battaglia per ricavare trofei da mandare in patria: nel 1944 la foto del teschio di un soldato giapponese spedito a casa da un militare statunitense al fronte apparve sulla rivista Life, mentre il presidente Franklin D. Roosevelt fu omaggiato di un tagliacarte ricavato da un osso tratto da un cadavere nipponico. Secondo lo storico Edwin Palmer Hoyt, la pratica delle truppe alleate di prendere trofei umani dai cadaveri giapponesi fu efficacemente sfruttata dalla propaganda di Tokyo, con resoconti che ritraevano gli statunitensi come dei «degenerati, primitivi, razzisti e inumani»; ciò contribuì grandemente alla preferenza della morte rispetto alla resa presso i giapponesi, sfociata anche nei suicidi di massa di civili registrati nel corso delle battaglie di Saipan e di Okinawa. 

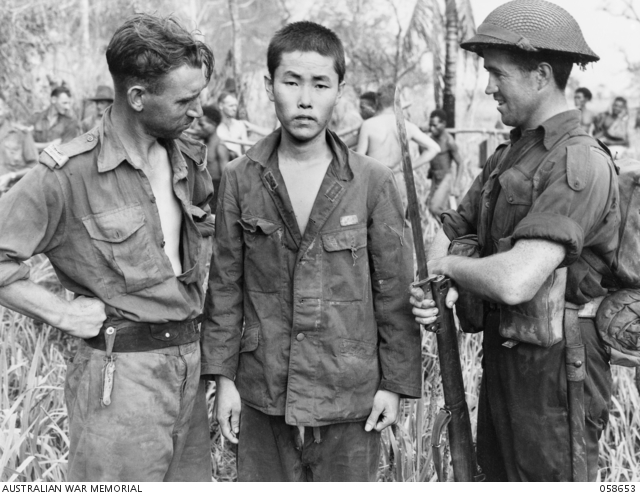
Due soldati australiani osservano un prigioniero giapponese catturato sul fronte della Nuova Guinea nell'ottobre 1943

Il poco rispetto per il concetto di resa al nemico, posto al centro dell'indottrinamento del personale militare giapponese, portò a condotte sul campo di battaglia che gli Alleati consideravano sleali. Nel corso delle operazioni belliche nel Pacifico, si verificarono vari incidenti in cui i soldati giapponesi simulavano di consegnarsi prigionieri al solo fine di attirare le truppe degli Alleati in imboscate; inoltre, in vari casi soldati giapponesi feriti tentarono di usare bombe a mano contro i militari alleati avvicinatisi per prestare loro assistenza medica. L'atteggiamento giapponese verso la resa contribuì grandemente anche al pessimo trattamento che fu inflitto ai prigionieri di guerra alleati caduti in mano al Giappone.
Non tutti i soldati giapponesi, invero, si attenevano strettamente ai precetti contenuti nel Senjinkun e nella rigida etica militare delle forze armate imperiali. Quei soldati che scelsero comunque di arrendersi agli Alleati lo fecero per un ampio spettro di ragioni, tra cui il non credere che il suicidio fosse appropriato, la mancanza di volontà nel commettere l'atto, l'amarezza nei confronti degli ufficiali e il cedere alla propaganda degli Alleati che prometteva ai soldati arresisi un buon trattamento; nel corso degli ultimi anni di guerra il morale delle truppe giapponesi si deteriorò sempre di più a causa dell'ininterrotta serie di vittorie degli Alleati, portando di conseguenza a un incremento dei soldati che sceglievano la resa o la diserzione alla lotta fino alla morte. Durante la battaglia di Okinawa tra l'aprile e il luglio 1945, l'ultima grande battaglia terrestre tra truppe statunitensi e nipponiche, 11.250 membri del personale militare giapponese (tra cui 3.581 lavoratori disarmati) si consegnarono prigionieri al nemico, rappresentando circa il 12% della forza schierata a difesa di Okinawa; molti di questi uomini erano coscritti appena arruolati della guardia nazionale nipponica (Boeitai), i quali non avevano ricevuto lo stesso indottrinamento delle truppe regolari, ma tra i prigionieri si contò anche un sostanziale numero di militari dell'Esercito imperiale vero e proprio.

## L'atteggiamento degli Alleati

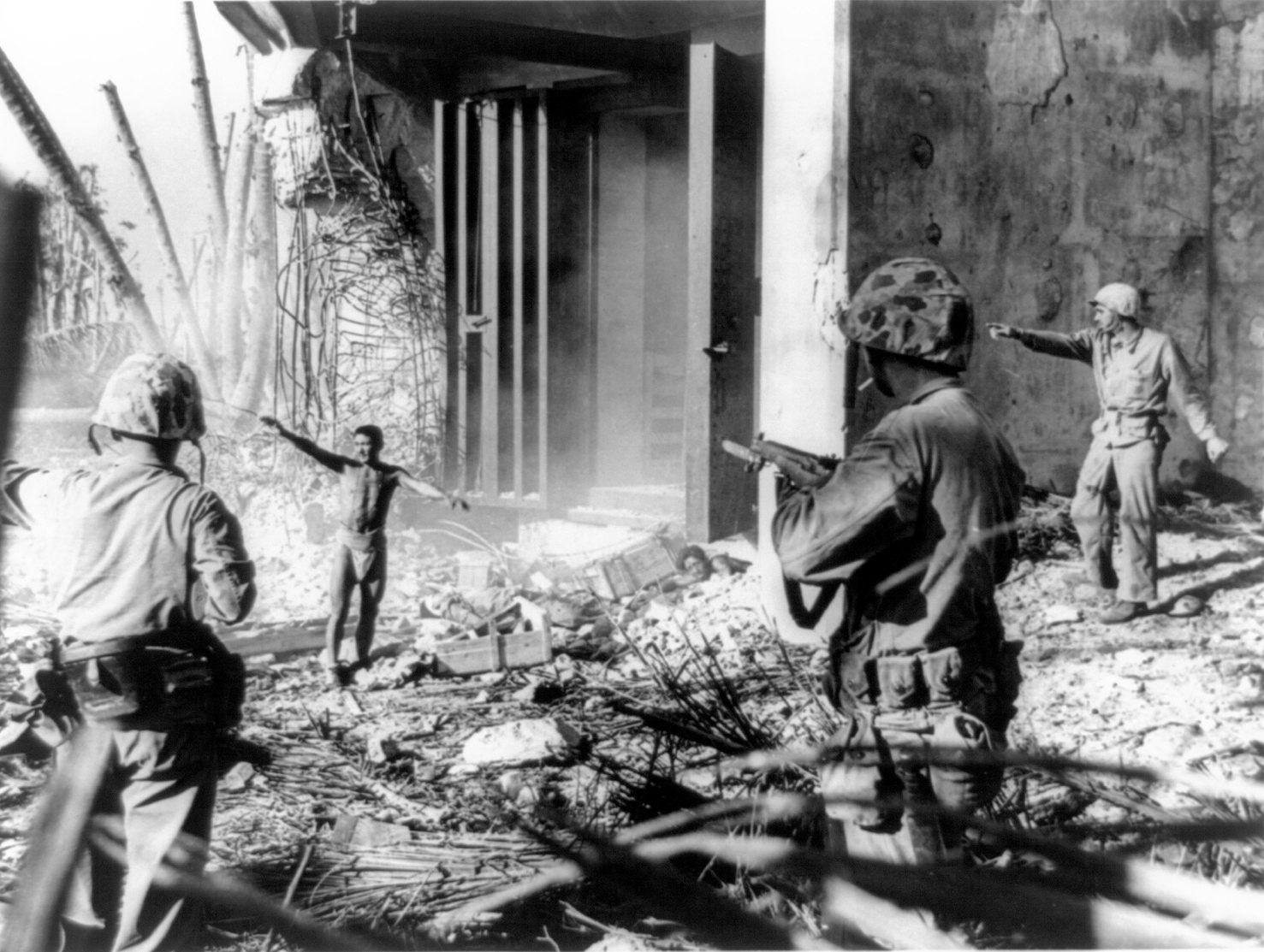
Marines statunitensi accolgono la resa di un soldato nipponico durante gli scontri alle isole Marshall del febbraio 1944

Gli alti comandi degli Alleati occidentali cercarono fin da subito di trattare i soldati giapponesi catturati in accordo con i trattati internazionali che regolavano all'epoca lo status dei prigionieri di guerra. Poco dopo l'inizio delle ostilità nel Pacifico nel dicembre 1941, i governi statunitense e britannico fecero pervenire tramite mediatori svizzeri un messaggio alle autorità di Tokyo, chiedendo se il Giappone avrebbe rispettato la Convenzione di Ginevra del 1929. Il governo giapponese rispose affermando che, sebbene non avesse ratificato la convenzione, avrebbe comunque trattato i prigionieri di guerra conformemente alle sue condizioni; in effetti, il Giappone avrebbe in seguito volontariamente ignorato le prescrizioni della convenzione tanto nei riguardi dei prigionieri nemici quanto nei riguardi dei propri prigionieri.
Nonostante l'atteggiamento dei loro comandanti superiori, i soldati alleati al fronte svilupparono ben presto una certa riluttanza a prendere prigionieri i militari giapponesi, in particolare durante il periodo iniziale della guerra. Nel corso dei primi due anni del conflitto i militari statunitensi si dimostrarono generalmente restii ad accettare la resa dei soldati giapponesi, per via di una combinazione di attitudini razziste nei confronti dei nipponici e di rabbia per i ripetuti crimini di guerra giapponesi commessi nei confronti degli stessi soldati statunitensi, primi tra tutti i maltrattamenti e le esecuzioni sommarie inflitte dal Giappone ai prigionieri di guerra alleati; un atteggiamento del tutto identico e motivato dalle stesse ragioni si poteva riscontrare anche presso le truppe australiane. Episodi in cui i giapponesi avevano applicato trappole esplosive antiuomo ai loro stessi caduti e feriti, o in cui delle finte rese erano state organizzate per attirare i soldati nemici in imboscate, erano ben noti ai militari alleati e rafforzarono l'attitudine di questi a non cercare nemmeno di convincere alla resa i soldati giapponesi sul campo di battaglia.
Come risultato, i soldati alleati erano più che convinti che i loro avversari giapponesi non si sarebbero mai arresi e che ogni tentativo di resa da parte nipponica non era altro che un inganno; ad esempio, gli istruttori della scuola australiana di guerra nella giungla insegnarono ai loro allievi a sparare a qualsiasi soldato giapponese che, nell'atto di arrendersi, avesse avuto le mani chiuse, visto che queste potevano contenere una bomba a mano pronta da lanciare. La conseguenza di questi atteggiamenti, prevedibilmente, fu che molti soldati giapponesi furono uccisi dagli Alleati immediatamente dopo essersi arresi, oppure mentre venivano scortati alla volta dei campi di prigionia. La natura stessa della guerra combattuta in mezzo alla giungla contribuiva alla pratica di non prendere prigionieri, visto che molti scontri si svolgevano a una distanza talmente ravvicinata che i partecipanti «spesso non avevano altra scelta che sparare prima e fare domande dopo».

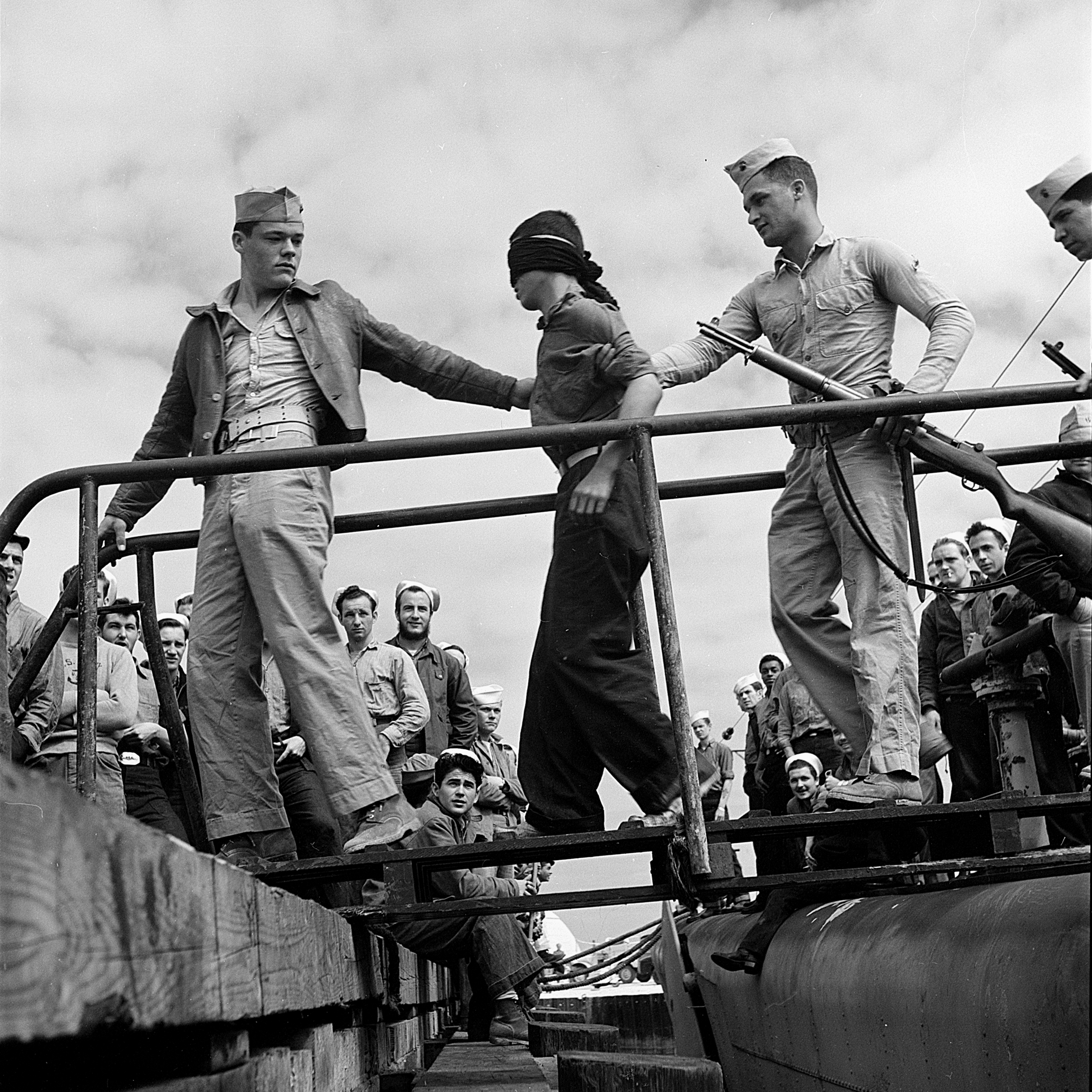
Un prigioniero giapponese, con gli occhi bendati, è sbarcato da un sommergibile statunitense rientrato alla base

I sopravvissuti delle navi affondate dai sommergibili statunitensi spesso rifiutavano qualsiasi genere di aiuto da parte dei loro affondatori e molti dei naufraghi presi prigionieri dai battelli subacquei della United States Navy furono catturati a viva forza; i sommergibili ricevettero occasionalmente l'ordine specifico di prendere prigionieri i naufraghi al fine di ottenere informazioni di intelligence e gruppi speciali di personale vennero formati con questo scopo specifico. In generale, tuttavia, i comandanti dei sommergibili statunitensi non erano soliti prendere prigionieri dalle navi affondate e il numero di giapponesi così catturato rimase relativamente basso; i sommergibili che prendevano prigionieri spesso lo facevano verso la fine del loro periodo di pattugliamento in mare, visto che non era facile garantire una sorveglianza costante dei prigionieri per lunghi periodi di tempo.
A dispetto dell'attitudine contraria delle truppe al fronte e della natura effettiva dei combattimenti, i comandi alleati intrapresero sforzi sistematici per prendere prigionieri i soldati giapponesi. Ogni divisione dell'United States Army si vide assegnare una squadra di personale nippo-americano, tra i cui compiti vi era quello di tentare di persuadere alla resa i soldati giapponesi. Le forze alleate misero in piedi estese campagne di guerra psicologica ai danni dei loro avversari giapponesi, al fine di abbatterne il morale e incoraggiarli ad arrendersi; queste includevano il lancio dagli aerei sulle posizioni giapponesi di copie della Convenzione di Ginevra e di "pass per la resa", ma tali campagne erano spesso vanificate dalla riluttanza delle truppe alleate al fronte a prendere vivi i soldati nipponici che effettivamente si arrendevano. In risposta, a partire dal maggio 1944 i comandi dell'esercito statunitense autorizzarono e incoraggiarono dei programmi educativi volti a cambiare l'attitudine delle truppe al fronte: tali programmi sottolineavano l'importanza di ottenere informazioni di intelligence dai soldati nemici catturati, la necessità di onorare i volantini emessi dagli stessi Alleati che invitavano alla resa e il beneficio intrinseco nell'incoraggiare i giapponesi a non combattere fino all'ultimo uomo. I programmi rieducativi ebbero un parziale successo nello spingere le truppe statunitensi, negli ultimi mesi di guerra, a prendere più prigionieri; si riscontrò inoltre che i soldati che fossero stati testimoni oculari della resa di un soldato giapponese fossero poi più inclini a prendere a loro volta prigionieri vivi.
Nonostante i programmi educativi in senso contrario, i soldati alleati continuarono per tutta la guerra a uccidere sul posto molti giapponesi che tentavano di arrendersi; è probabile che più soldati giapponesi si sarebbero arresi se non avessero creduto che sarebbero stati uccisi dagli Alleati mentre cercavano di farlo. La paura di essere uccisi poco dopo la resa fu uno dei principali fattori che spinsero i soldati giapponesi a combattere fino alla morte: un rapporto dello US Office of Wartime Information riferì che tale paura poteva essere molto più importante del timore di cadere in disgrazia o del desiderio di morire per il Giappone. I casi di soldati giapponesi uccisi mentre tentavano di arrendersi non sono molto documentati, sebbene i racconti aneddotici degli stessi militari alleati dimostrino che ciò avvenne.

## Stime sul numero dei prigionieri

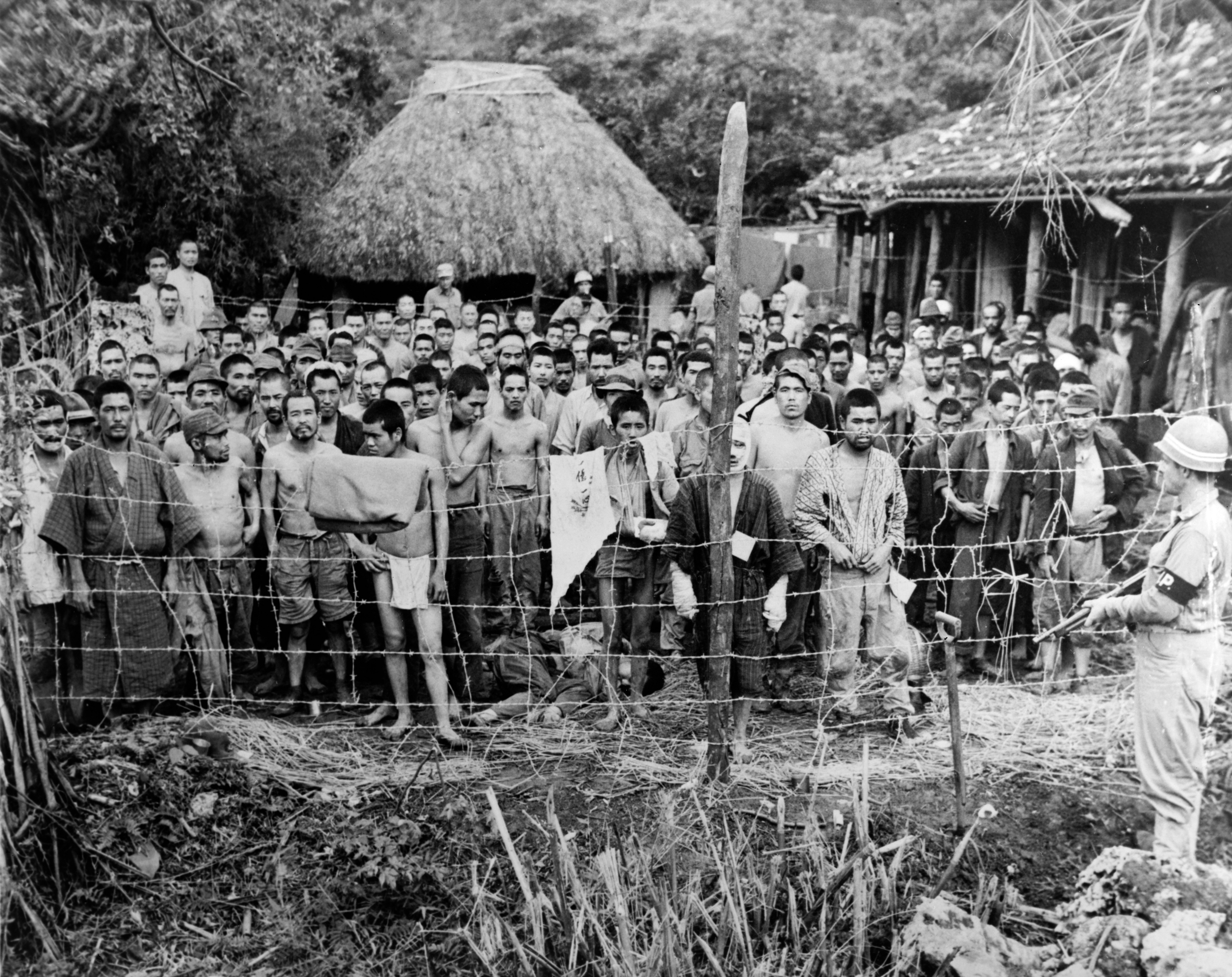
Soldati giapponesi detenuti in un campo di prigionia provvisorio a Okinawa nel giugno 1945

Le stime del numero di militari giapponesi presi prigionieri durante gli anni della seconda guerra mondiale sono molto varie. Lo storico giapponese Ikuhiko Hata stima in 50.000 i giapponesi divenuti prigionieri di guerra prima della resa del Giappone nell'agosto 1945, mentre l'Ufficio informazioni per i prigionieri di guerra (un ente governativo nipponico costituito all'epoca) indicò in 42.543 i militari arresisi al nemico nel corso del conflitto; quest'ultima cifra è condivisa dallo storico Niall Ferguson, che tuttavia ritiene si riferisca ai soli prigionieri catturati dalle forze statunitensi e australiane. Ulrich Straus stima in circa 35.000 i militari giapponesi catturati dalle forze degli Alleati occidentali e della Cina, mentre Robert C. Doyle fornisce la cifra di 38.666 prigionieri di guerra nipponici detenuti nei campi di prigionia degli Alleati occidentali alla fine della guerra; Alison B. Gilmore calcola in 19.500 i prigionieri giapponesi catturati dagli Alleati nel solo Pacifico sud-occidentale, secondo questa scansione temporale: 1.167 prigionieri presi nel 1942, 1.064 prigionieri nel 1943, 5.122 prigionieri nel 1944 e 12.194 prigionieri nel 1945.

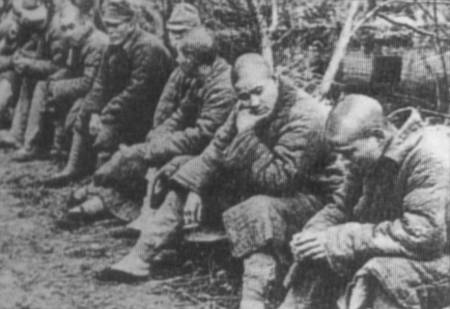
Prigionieri giapponesi catturati a Changde, sul fronte cinese, nel 1943

Visto che le truppe giapponesi in Cina rimasero quasi costantemente all'offensiva e soffrirono relativamente poche perdite negli scontri con i cinesi, pochi soldati nipponici furono presi prigionieri dalle forze cinesi prima dell'agosto 1945. Si stima che, prima della fine della guerra, le forze cinesi (tanto i nazionalisti quanto i comunisti) avessero catturato circa 8.300 militari giapponesi; le condizioni di detenzione di questi prigionieri generalmente non soddisfacevano i requisiti imposti dai trattati internazionali, ma il governo di Tokyo non espresse alcuna protesta per questi abusi, ritenuti anzi un ottimo modo per scoraggiare i soldati stessi dall'arrendersi ai cinesi. Il governo nipponico fu invece molto più preoccupato dalla notizia che circa 300 prigionieri di guerra avevano scelto di unirsi alle forze cinesi comuniste ed erano stati addestrati a condurre missioni di propaganda anti-giapponese.
Le autorità giapponesi tentarono in tutti i modi di sopprimere le informazioni circa i propri prigionieri di guerra caduti in mano agli Alleati. Il 27 dicembre 1941 il governo nipponico istituì, presso il Ministero dell'Esercito, un apposito Ufficio informazioni per i prigionieri di guerra, al fine di gestire appunto tutte le questioni relative ai militari giapponesi catturati dal nemico. Mentre gli Alleati occidentali, con la mediazione della Croce Rossa Internazionale, notificavano al governo giapponese le identità dei prigionieri di guerra nipponici catturati, in conformità con le norme della Convenzione di Ginevra, queste informazioni non erano poi ritrasmesse dal governo giapponese alle famiglie degli uomini catturati, poiché il governo stesso voleva sostenere che nessuno dei suoi soldati era stato fatto prigioniero; quando le persone scrivevano all'Ufficio per chiedere se un loro parente fosse stato fatto prigioniero, l'Ufficio forniva di solito una risposta ambigua che non confermava né negava che il soldato fosse stato catturato. Sebbene tra i compiti ufficiali dell'Ufficio vi fosse anche quello di agevolare lo scambio di corrispondenza tra i prigionieri giapponesi e le loro famiglie in patria, ciò non era fondamentalmente mai fatto, poiché le famiglie non erano informate sullo stato dei loro cari e perché pochi tra i prigionieri scrivevano a casa; la mancanza di comunicazioni con le loro famiglie incrementò l'impressione, ampiamente diffusa tra i prigionieri di guerra giapponesi, di essere stati completamente tagliati fuori dalla società nipponica.

## Utilità ai fini dell'intelligence

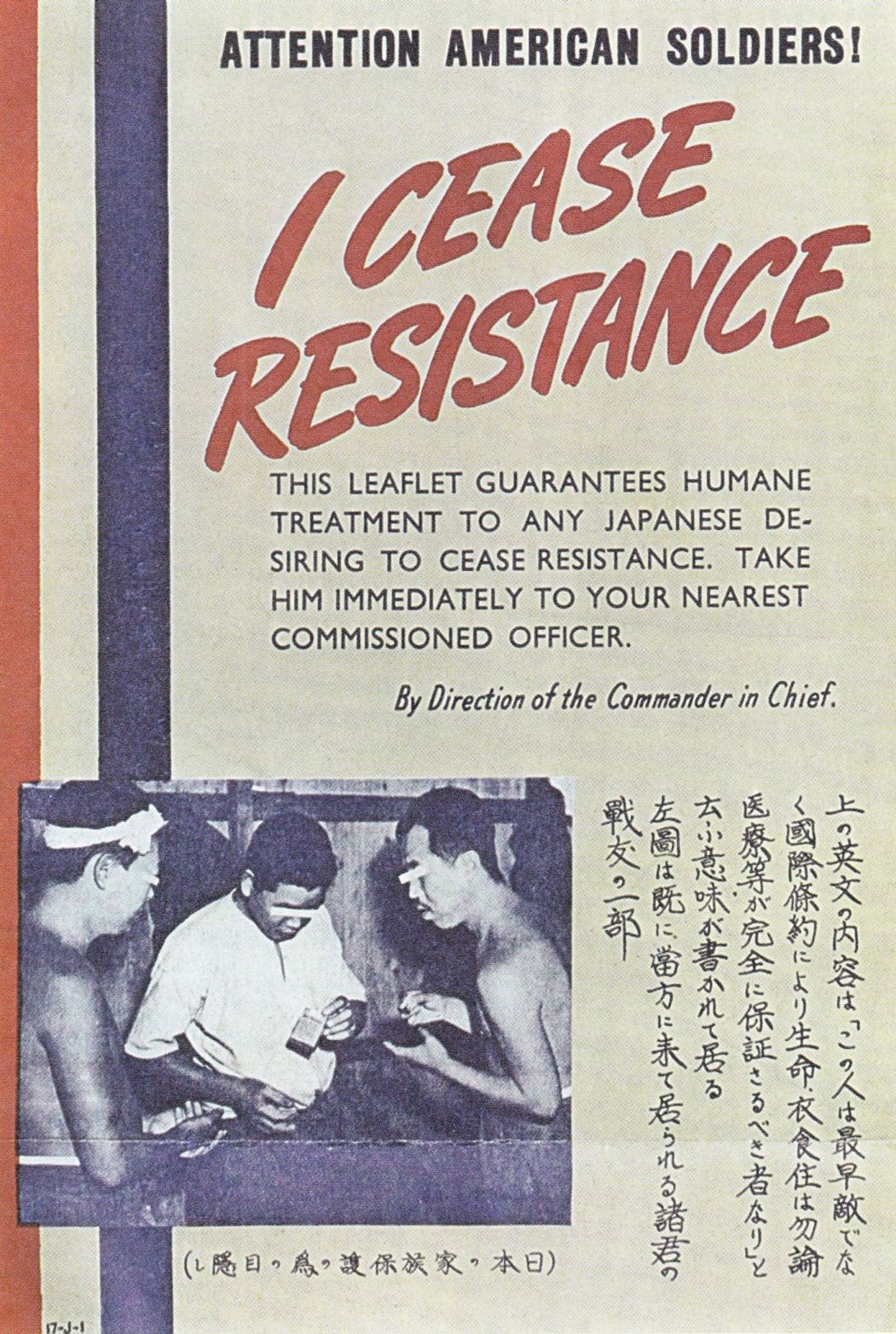
Volantino statunitense emesso per indurre alla resa i soldati giapponesi, valevole come "pass per la resa"; notare la scelta delle parole I cease resistance ("Io cesso di resistere") in luogo di un "Io mi arrendo", e i volti censurati dei prigionieri in foto.

Gli Alleati ottennero quantitativi consistenti di informazioni di intelligence dai prigionieri di guerra giapponesi.
Era credenza comune tra le truppe australiane e statunitensi al fronte, e tra i loro ufficiali superiori, che i soldati giapponesi catturati sarebbero stati più che riluttanti a fornire informazioni di valore militare, portando di conseguenza a una scarsa motivazione da parte delle truppe alleate a prendere prigionieri. Questa visione si rivelò tuttavia sbagliata: poiché il loro indottrinamento imponeva la rottura di qualsiasi legame con il Giappone stesso qualora si fossero arresi al nemico, molti prigionieri giapponesi fornirono spontaneamente informazioni ai loro catturatori. Pochi soldati giapponesi conoscevano la Convenzione di Ginevra e il diritto che essa conferiva ai prigionieri di non rispondere alle domande dei loro catturatori; all'opposto, per il solo fatto di essersi arresi i prigionieri erano convinti di aver perso qualsiasi diritto loro concesso in quanto militari. I prigionieri apprezzavano l'opportunità di conversare nella loro lingua con i nippo-americani aggregati alle forze alleate, e ritenevano che il cibo, i vestiti e le cure mediche di cui erano stati forniti comportassero di conseguenza che dovevano dei favori ai loro catturatori; gli interrogatori alleati scoprirono inoltre che un approccio di successo consisteva nell'esagerare le informazioni che sostenevano di avere sulle forze giapponesi, e di chiedere ai prigionieri semplicemente di "confermare" quanto gli Alleati già conoscevano. Come risultato di questi fattori, i prigionieri giapponesi erano spesso cooperativi e sinceri durante le sessioni di interrogatorio cui erano sottoposti.
I militari giapponesi catturati erano sottoposti a interrogatori più volte durante il loro periodo di detenzione. Molti soldati venivano interrogati subito dagli ufficiali di intelligence del battaglione o del reggimento che li aveva appena catturati, onde fornire informazioni che queste unità potessero usare sul campo di battaglia; in seguito, i prigionieri erano rapidamente spostati nelle retrovie dove erano interrogati da ulteriori scaglioni dell'apparato di intelligence alleato. Altre sessioni di interrogatorio avvenivano una volta che il prigioniero raggiungeva un campo di detenzione negli Stati Uniti, in Australia, in Nuova Zelanda o in India; questa serie di interrogatori era spesso dolorosa e stressante per i prigionieri. I marinai giapponesi soccorsi in mare dalle unità della United States Navy erano interrogati in appositi centri dell'intelligence navale situati a Brisbane, Honolulu e Nouméa; gli interrogatori alleati scoprirono che era più facile ottenere informazioni di intelligence utili dai soldati dell'Esercito giapponese piuttosto che dai marinai della Marina imperiale, probabilmente per le differenze nelle procedure di indottrinamento esistenti nei due corpi. La forza non venne mai usata negli interrogatori a nessun livello, sebbene in una circostanza il quartier generale della 40th Infantry Division discusse dell'opportunità di somministrare tiopental sodico (un potente "siero della verità") a un sottufficiale anziano giapponese preso prigioniero, salvo però decidere per il contrario.
Diversi prigionieri giapponesi giocarono un ruolo importante nell'aiutare gli Alleati a elaborare materiale di propaganda e nell'indottrinare politicamente i loro stessi compagni. Queste azioni comprendevano lo sviluppo di volantini di propaganda e discorsi radiotrasmessi in cui i prigionieri stessi incoraggiavano i loro commilitoni in armi ad arrendersi; la formulazione di questo materiale cercava di superare l'indottrinamento che i soldati giapponesi avevano ricevuto, in particolare affermando che essi avrebbero dovuto "cessare la resistenza" piuttosto che "arrendersi" al nemico. I prigionieri fornirono inoltre consulenza nell'elaborazione dei volantini sganciati dagli aerei statunitensi sulle città dello stesso Giappone durante gli ultimi mesi di guerra.

## I campi di prigionia

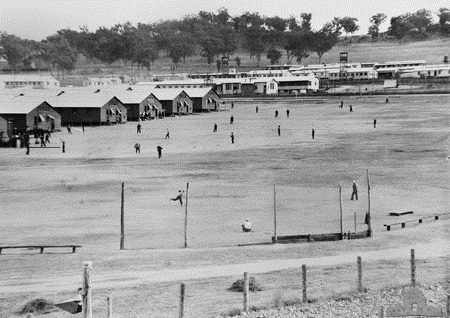
Veduta del campo per prigionieri di guerra giapponesi di Cowra in Australia

I prigionieri di guerra giapponesi trasferiti negli appositi campi di detenzione furono trattati generalmente in pieno accordo con le norme della Convenzione di Ginevra. Entro il 1943 i governi alleati erano ormai consapevoli che i propri soldati caduti prigionieri nelle mani del Giappone erano detenuti in condizioni aberranti, e nel tentativo di migliorare questo stato di cose si premunirono di informare le autorità di Tokyo delle buone condizioni in cui invece erano detenuti i prigionieri giapponesi; questa mossa non ebbe nessun successo, tuttavia, visto che il governo nipponico semplicemente non riconosceva l'esistenza di prigionieri di guerra giapponesi nelle mani degli Alleati. Ad ogni modo, i prigionieri giapponesi nelle mani degli Alleati continuarono a godere del trattamento previsto dalla Convenzione di Ginevra fino alla fine della guerra.
Molti giapponesi catturati dalle forze statunitensi dopo il settembre 1942 furono consegnati per l'internamento alle autorità dell'Australia e della Nuova Zelanda; per coprire i costi della detenzione gli Stati Uniti fornirono a queste nazioni aiuti secondo il programma Lend-Lease, assumendosi anche la responsabilità del rimpatrio dei prigionieri a ostilità terminate. I prigionieri catturati nell'area di guerra del Pacifico centrale, o quelli che rivestivano un particolare valore ai fini dell'intelligence, erano invece portati in campi di detenzione negli stessi Stati Uniti.
I prigionieri in possesso di significative informazioni tecniche o strategiche erano condotti in apposite strutture di detenzione gestite dagli apparati di intelligence statunitensi, situate a Fort Hunt in Virginia e a Camp Tracy vicino Byron in California; dopo essere arrivati in questi centri, i prigionieri erano nuovamente interrogati e le relative conversazioni erano registrate di nascosto per essere analizzate successivamente. Le condizioni di detenzione a Camp Tracy violavano alcune delle disposizioni della Convenzione di Ginevra, in particolare sotto l'aspetto delle scarse ore di esercizio all'aria aperta concesse ai detenuti, e in generale la registrazione occulta delle conversazioni violava lo spirito delle norme della convenzione; ad ogni modo, i prigionieri di questi campi ricevevano benefici speciali rispetto agli altri prigionieri, come cibo migliore e l'accesso a spacci all'interno dei campi, e le sessioni di interrogatorio si svolgevano in condizioni di relativa tranquillità.

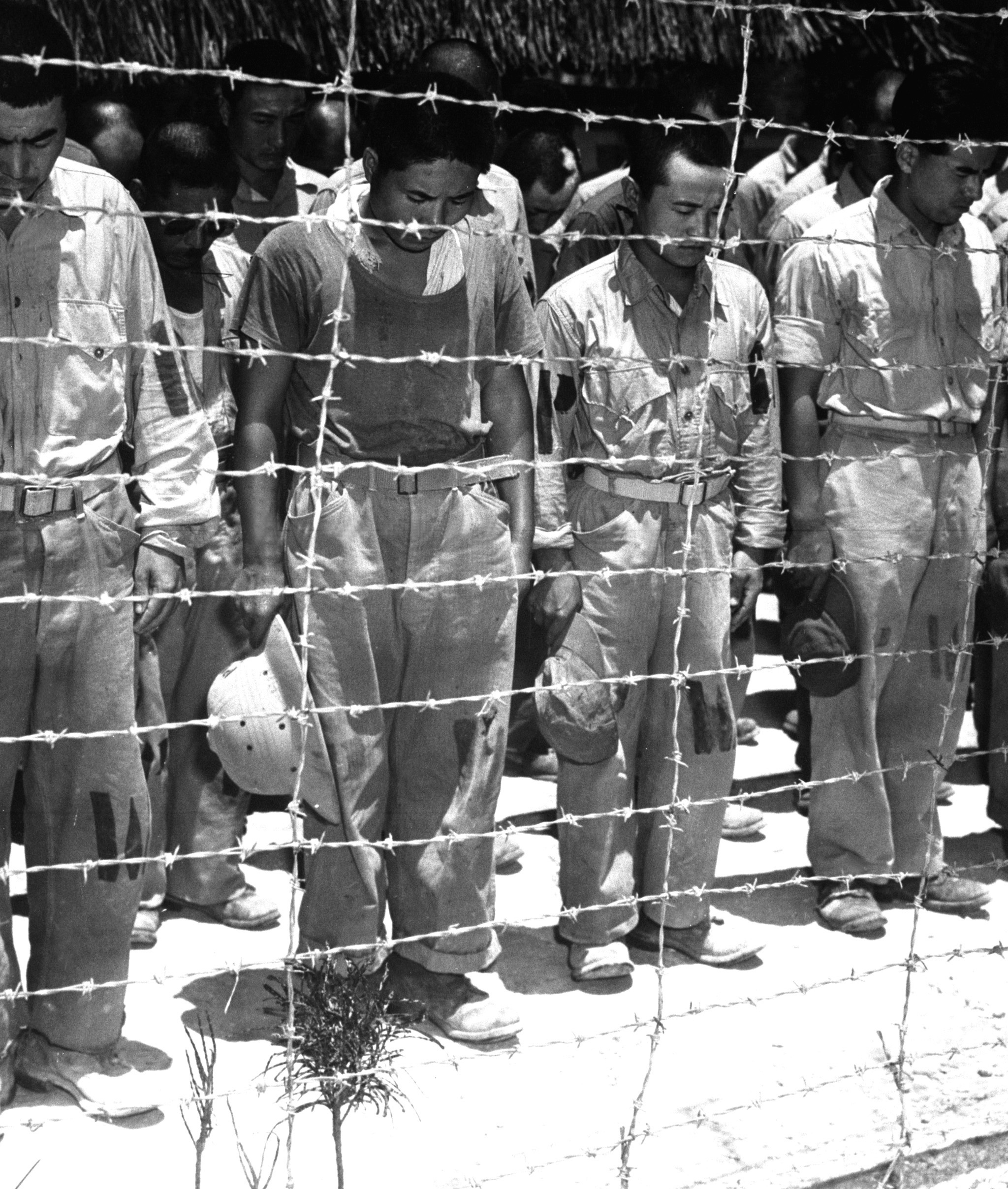
Soldati giapponesi detenuti a Guam ricevono la notizia della resa del Giappone nell'agosto 1945

In generale i prigionieri di guerra giapponesi si adattavano bene alla vita nei campi di detenzione, e pochi di loro tentarono mai di fuggire; tuttavia, in alcuni campi si verificarono incidenti sanguinosi tra detenuti e guardie. Il 25 febbraio 1943 i prigionieri detenuti nel campo di Featherston in Nuova Zelanda iniziarono uno sciopero dopo che fu loro ordinato di svolgere dei lavori forzati; la situazione degenerò nella violenza quando il vice comandante del campo sparò a uno dei capi della sommossa: i prigionieri attaccarono allora le guardie, che risposero aprendo il fuoco uccidendo 48 giapponesi e ferendone altri 74. Dopo questo incidente, tuttavia, le condizioni di detenzione nel campo furono migliorate e per il resto della guerra i rapporti tra i prigionieri giapponesi e le guardie neozelandesi rimasero buoni. L'incidente più grave si verificò il 5 agosto 1944, quando i prigionieri detenuti in un campo vicino Cowra in Australia diedero vita a un tentativo di fuga in massa: le guardie aprirono il fuoco con le mitragliatrici, e negli scontri seguenti 257 giapponesi e quattro australiani rimasero uccisi. Altri momenti di tensione tra le guardie e i prigionieri giapponesi si verificarono a Camp McCoy in Wisconsin nel maggio 1944 e in un campo di detenzione vicino Bikaner in India nel 1945, ma in entrambe le occasioni non si registrarono vittime da nessuna delle parti. Nel gennaio 1944 invece 24 prigionieri giapponesi si suicidarono nel centro di detenzione di Camp Paita nella Nuova Caledonia, dopo che piani per preparare una rivolta furono scoperti dalle guardie.
Notizie riguardo agli incidenti di Featherston e Cowra arrivarono in Giappone, ma furono censurate dalle autorità e non giunsero all'opinione pubblica; il governo giapponese, tuttavia, inoltrò formali proteste per l'uccisione dei suoi prigionieri alle autorità neozelandesi e australiane, principalmente a fini di propaganda: fu l'unica occasione in cui il governo nipponico riconobbe ufficialmente che alcuni suoi militari erano stati presi prigionieri dal nemico. Gli Alleati distribuirono fotografie dei prigionieri nei campi per indurre alla resa i loro commilitoni in armi, ma questa tattica fu inizialmente avversata da alti comandanti come il generale Douglas MacArthur perché violava la Convenzione di Ginevra e perché, rendendo riconoscibili i prigionieri stessi alle autorità nipponiche, si credeva avrebbe scoraggiato molti soldati dall'arrendersi per paura di punizioni; MacArthur autorizzò poi la pubblicazione delle foto, purché da esse non fosse possibile identificare un individuo in particolare e purché gli scatti apparissero come genuini e non esagerati.

## I prigionieri nel dopoguerra

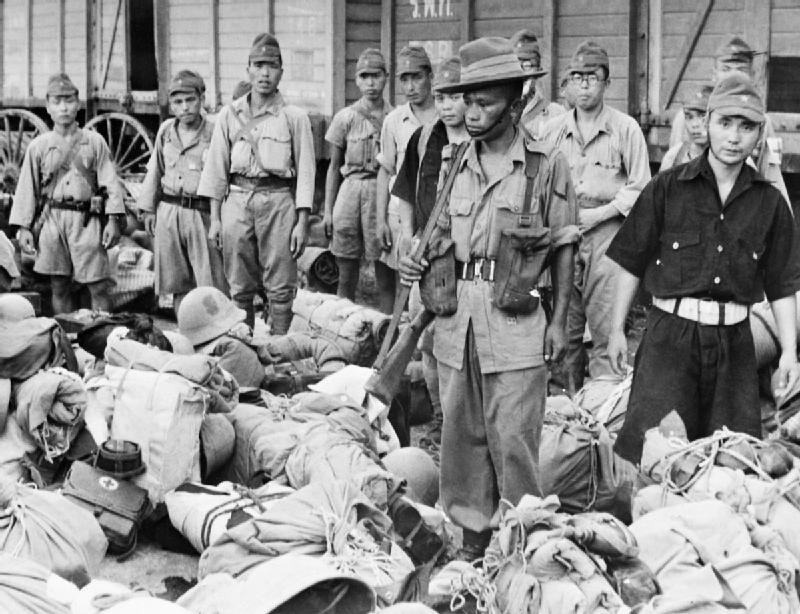
Un soldato gurkha dell'Esercito britannico monta la guardia a un gruppo di militari giapponesi a Bangkok nel settembre 1945

Se i prigionieri di guerra giapponesi catturati negli anni del conflitto furono in definitiva solo alcune decine di migliaia, milioni di militari nipponici si consegnarono agli Alleati subito dopo l'annuncio della resa del Giappone il 15 agosto 1945: le forze cinesi e sovietiche accettarono la resa di 1.600.000 soldati nipponici nella Cina settentrionale e orientale, mentre gli Alleati occidentali ricevettero la resa di svariati milioni di militari giapponesi in Giappone, Sud-est asiatico e Pacifico sud-occidentale. Al fine di prevenire resistenze alla comunicazione della resa, nel suo ordine in cui annunciava la cessazione delle ostilità l'Alto comando imperiale nipponico statuì che «i militari che si troveranno sotto il controllo delle forze nemiche dopo l'annuncio del rescritto imperiale non saranno considerati come prigionieri di guerra»; benché questa misura fosse efficace nell'impedire rivolte, produsse tuttavia contrasti tra coloro che si arresero prima della fine della guerra e coloro che lo fecero dopo e negò a quelli che furono catturati lo status legale di prigioniero di guerra, cosa particolarmente deleteria per chi cadde in mano alle truppe sovietiche.
Nella maggior parte dei casi le truppe che si arresero non furono prese in detenzione, e furono invece subito rimpatriate nelle isole giapponesi dopo aver deposto le loro armi. Il rimpatrio di alcuni prigionieri di guerra giapponesi fu tuttavia ritardato dalle autorità degli Alleati: fino al tardo 1946, gli Stati Uniti mantennero sotto il loro controllo circa 70.000 prigionieri giapponesi perché fossero impiegati nello smantellamento delle strutture militari non più utili nelle Filippine, a Okinawa, nelle isole del Pacifico centrale e alle Hawaii; le autorità britanniche trattennero per simili scopi 113.500 dei circa 750.000 prigionieri nipponici catturati dopo la resa del Giappone nel Sud-est asiatico, e gli ultimi giapponesi catturati in Birmania e Malesia non furono rimpatriati che nell'ottobre 1947. I britannici impiegarono anche, sotto la designazione di "Japanese Surrendered Personnel", gruppi di prigionieri di guerra giapponesi in compiti armati per ristabilire le locali autorità coloniali europee nelle Indie orientali olandesi e nell'Indocina francese. Circa 81.090 membri del personale militare giapponese morirono in aree occupate dagli Alleati occidentali e in Cina prima di essere rimpatriati in Giappone; secondo lo storico John W. Dower, queste morti vanno attribuite alle «miserabili» condizioni in cui si trovavano le unità militari giapponesi alla fine della guerra.

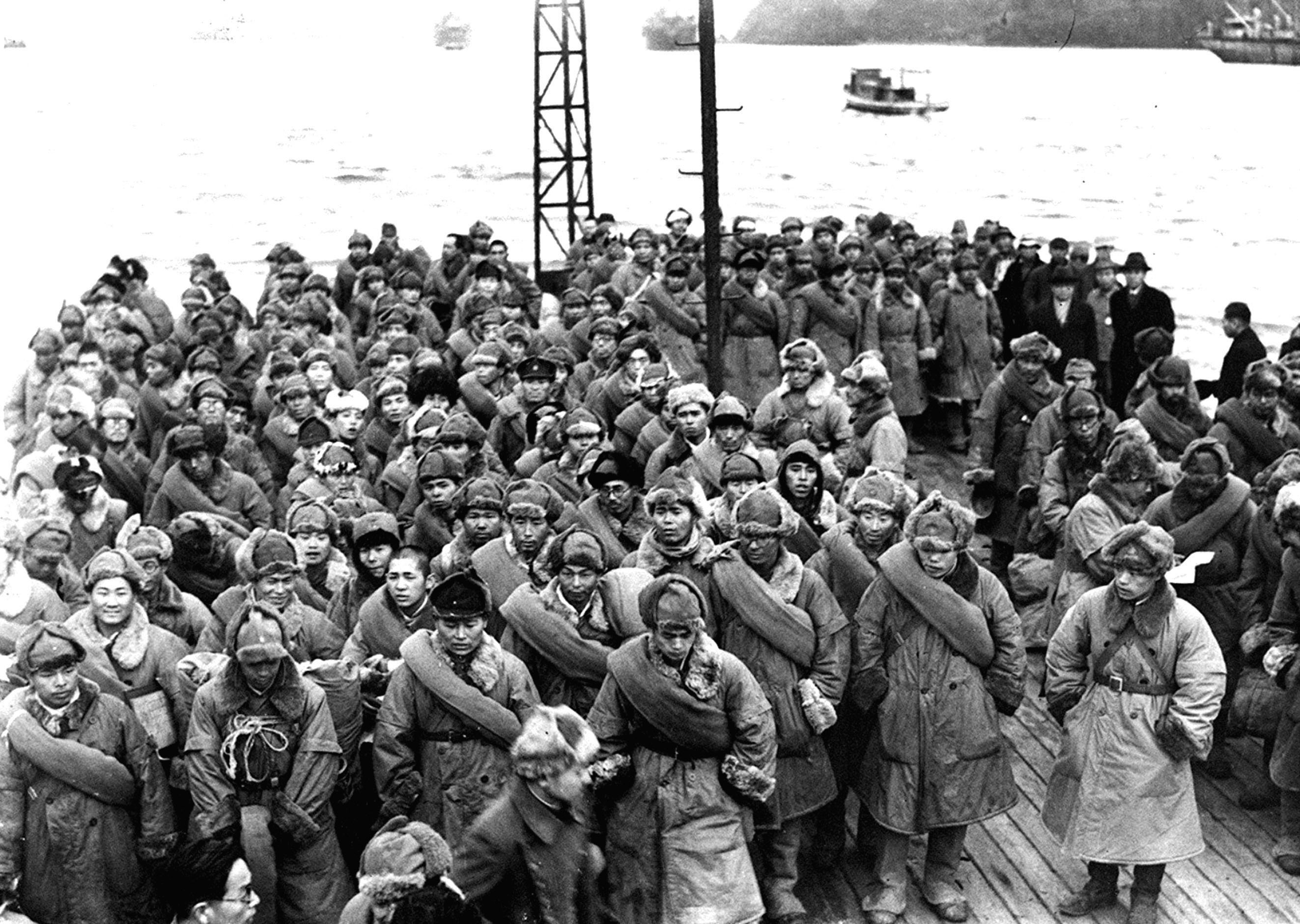
Soldati giapponesi catturati dall'Armata Rossa vengono rimpatriati poco dopo il loro rilascio nel 1946

Le forze cinesi nazionaliste presero prigionieri circa 1.200.000 militari giapponesi subito dopo la capitolazione del Giappone; benché i giapponesi temessero rappresaglie per il duro regime di occupazione che avevano imposto per anni alla Cina, i prigionieri furono trattati generalmente bene: in particolare perché ai nazionalisti premeva di mettere le mani su quanti più armamenti possibile, di evitare pericolosi vuoti di potere nelle regioni liberate e di scoraggiare il personale nipponico dallo schierarsi dalla parte dei comunisti, il tutto in vista di una certa ripresa degli scontri della guerra civile cinese. Nel corso dei mesi successivi alla resa, la maggior parte del personale militare nipponico in Cina, come pure civili giapponesi che si erano insediati sul suolo cinese, fu rimpatriata in Giappone; i nazionalisti trattennero sotto il loro controllo circa 50.000 giapponesi, principalmente personale in possesso di particolari conoscenze tecniche, fino alla seconda metà del 1946. Decine di migliaia di soldati giapponesi presi prigionieri dalle forze comuniste cinesi prestarono servizio al loro fianco, e più di 60.000 ex soldati nipponici erano ancora schierati nelle zone controllate dai comunisti nell'aprile 1949; i caduti tra i soldati giapponesi arruolati nell'Esercito Popolare di Liberazione durante la guerra civile sono stimati in alcune centinaia. Dopo la fine della guerra civile, il governo comunista vittorioso iniziò a rimpatriate gli ultimi soldati giapponesi rimasti in Cina, sebbene diversi di essi furono processati per crimini di guerra e dovettero scontare pene detentive di lunghezza variabile prima di essere liberati; gli ultimi prigionieri di guerra giapponesi in Cina tornarono a casa solo nel 1964.
Centinaia di migliaia di militari giapponesi furono presi prigionieri dalle forze sovietiche nelle ultime settimane di guerra e subito dopo la resa del Giappone. L'Unione Sovietica dichiarò di aver preso in custodia 594.000 prigionieri giapponesi, di cui 70.880 subito rilasciati; i ricercatori giapponesi stimano invece il numero dei prigionieri caduti in mani sovietiche a 850.000. A dispetto dei prigionieri presi dalla Cina e dagli Alleati occidentali, i prigionieri detenuti in Unione Sovietica subirono un trattamento molto duro, del tutto assimilabile a quello inflitto ai prigionieri di guerra tedeschi e simile a quello sofferto dai detenuti sovietici dei gulag in Siberia: i prigionieri furono obbligati a prestare la loro opera in duri lavori forzati, e furono detenuti in condizioni primitive con disponibilità inadeguate di cibo e cure mediche; più di 60.000 morirono in detenzione. Tra il 1946 e il 1950 molti prigionieri di guerra giapponesi in URSS furono rilasciati; coloro che rimasero dopo il 1950 erano stati condannati a pene detentive di varia durata, e furono poi rilasciati nel corso di varie amnistie tra il 1953 e il 1956. Anche dopo l'ultimo rimpatrio di massa del 1956, tuttavia, i sovietici continuarono a detenere alcuni prigionieri giapponesi e a rilasciarli a piccoli gruppi: alcuni prigionieri passarono decenni nei campi sovietici, e non tornarono a casa che nei primi anni 1990. Alcuni prigionieri, ormai lontani da casa da anni e avendo stabilito legami familiari con la gente del posto, rimasero a vivere nei territori ex sovietici.